# Chenopodium allanii
Chenopodium allanii — вид багаторічних трав'янистих квіткових рослин підродини лободових родини щирицевих.

## Поширення
Ендемік Нової Зеландії. Досить звичайний на Південному острові, рідше трапляється на півдні Північного острова.

## Опис
Багаторічна трава. Стебла тонкі, з віком стають досить товстими і здерев'янілими в основі. Черешок близько 5(20) мм завдовжки, ниткоподібний. Листки розміром 2–12(25) × 2–10(15) мм, широко-еліптичні, рідше довгасто-яйцеподібні. Насіння діаметром 1–1,5 мм, сочевицеподібне, сплюснуте.